# المرسم الصغير
المرسم الصغير هو برنامج تلفزيوني عراقي مختص بتعليم الرسم للأطفال من اعداد وتقديم الفنان التشكيلي خالد جبر، عرض لأول مرة في 15 حزيران 1985 على تلفزيون العراق - القناة الأولى. واستمر عرض البرنامج لمدة أكثر من 30 سنة. وبأكثر من 2000 حلقة.